# Sesgo de publicación
El  sesgo de publicación, también conocido como sesgo en publicación científica, es un tipo de alteración de los resultados de la investigación debido a la tendencia editorial de publicar mayoritariamente resultados significativos en desmedro de las investigaciones que reportan una relación no significativa entre las variables que se investigan. El sesgo de publicación resulta relevante de considerar en la interpretación de los análisis científicos, especialmente en las revisiones de metaanálisis, en donde se revisan y sintetizan los resultados de un conjunto de investigaciones previas publicadas. El no considerarlo podría ser causa de la obtención de conclusiones erróneas.  Este sesgo puede aparecer en todas las áreas de investigación que emplean análisis cuantitativo de datos.

## Sesgo de publicación en la investigación médica

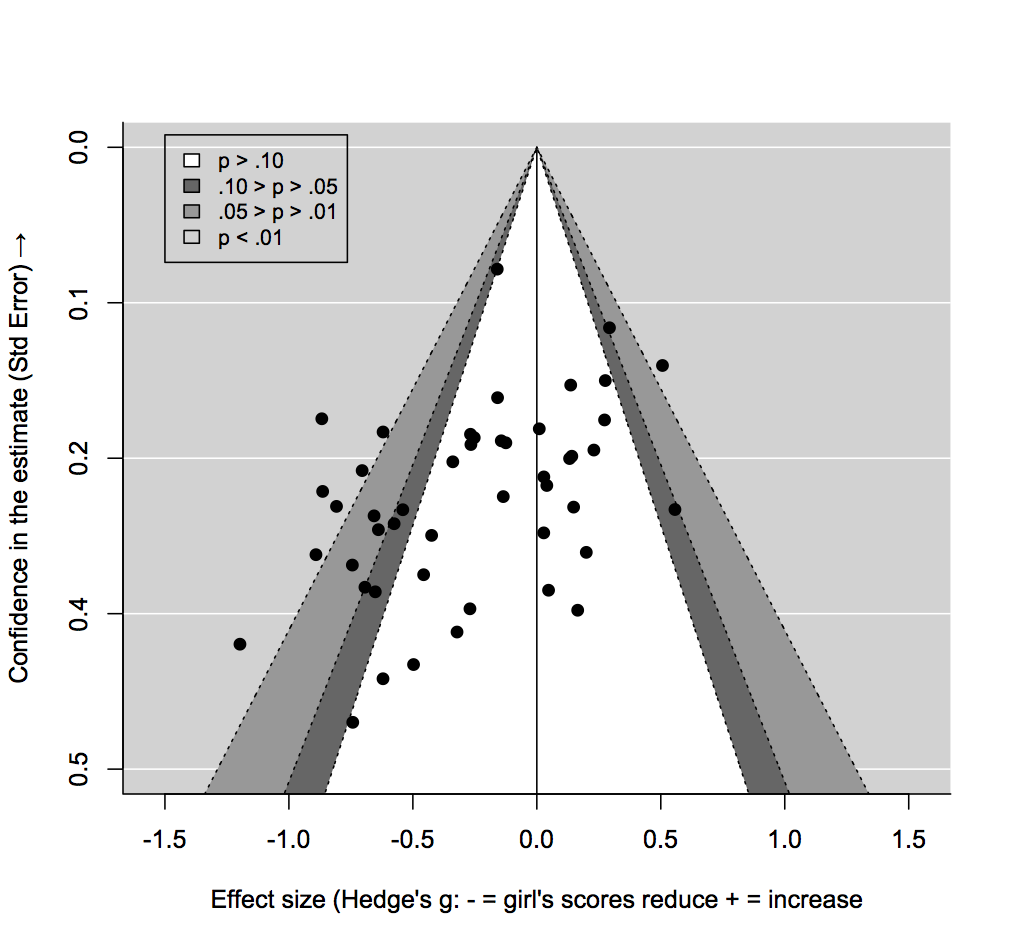
Gráfico en embudo de un metanálisis de la amenaza de estereotipos en los puntajes de matemáticas de las niñas que muestra una asimetría típica del sesgo de publicación. De Flore, PC y Wicherts, JM (2015).

El sesgo de publicación en la literatura médica puede perjudicar a los pacientes a través de los tratamientos que se derivan de estas publicaciones. En términos generales, el sesgo consiste en la publicación o no de los datos obtenidos en un estudio de investigación científica o ensayo clínico, dependiendo de la naturaleza y dirección de los resultados. Para mitigar el efecto de este sesgo se ha propuesto mejorar las prácticas de investigación con la introducción a nivel mundial de:
- El registro obligatorio de los ensayos prospectivos.[4]

- El acceso del público a los datos del estudio a través de bases de datos de resultados.

Esto ayudaría a cumplir con las obligaciones éticas hacia los pacientes al permitir la publicación proactiva y revisiones independientes de los datos de ensayos clínicos, y asegurar con ello una base para la decisión plenamente informada en el sistema de salud. De lo contrario, la toma de decisiones clínicas basadas en la "mejor evidencia" es imposible.

## Impacto en el metanálisis

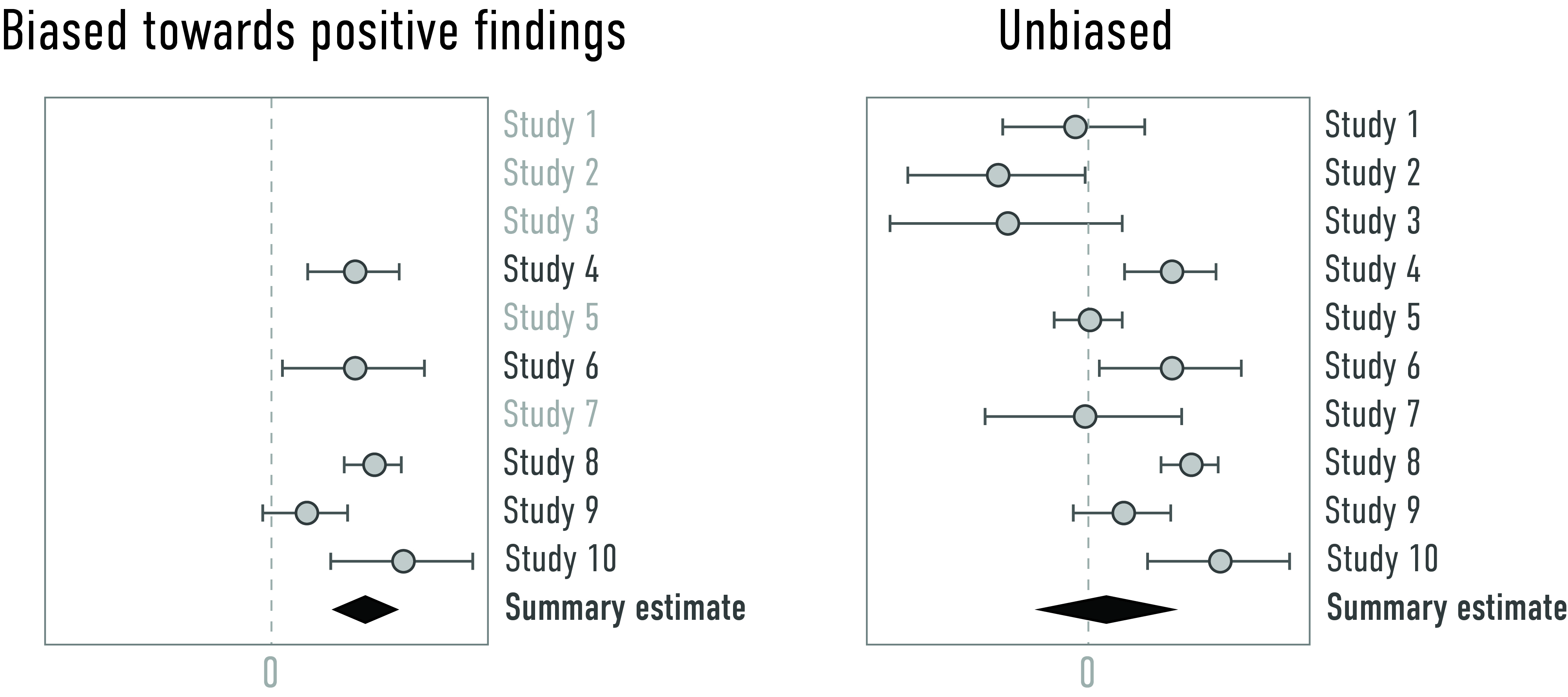
Ilustración conceptual de cómo el sesgo de publicación afecta las estimaciones de los efectos en un metanálisis. Cuando no se publican los efectos negativos, la estimación general del efecto tiende a estar inflada. De Nilsonne (2023)

Cuando hay sesgo de publicación, los estudios publicados ya no son una muestra representativa de la evidencia disponible. Este sesgo distorsiona los resultados de los metanálisis y las revisiones sistemáticas. Por ejemplo, la medicina basada en la evidencia depende cada vez más del metanálisis para evaluar la evidencia.
Los metanálisis y las revisiones sistemáticas pueden explicar el sesgo de publicación al incluir evidencia de estudios no publicados y literatura gris. La presencia de sesgo de publicación también se puede explorar mediante la construcción de un gráfico en embudo en el que la estimación del tamaño del efecto informado se compara con una medida de precisión o tamaño de muestra. La premisa es que la dispersión de los puntos debe reflejar una forma de embudo, lo que indica que el informe de los tamaños del efecto no está relacionado con su significancia estadística. Sin embargo, cuando los estudios pequeños están predominantemente en una dirección (generalmente la dirección de tamaños de efecto más grandes), se producirá asimetría y esto puede ser indicativo de sesgo de publicación.